# Annemarie Jorritsma
Annemarie Jorritsma-Lebbink (ur. 1 czerwca 1950 w Hengelo w Geldrii) – holenderska polityk i samorządowiec, działaczka Partii Ludowej na rzecz Wolności i Demokracji (VVD), posłanka do Tweede Kamer i senator, minister oraz wicepremier w gabinetach Wima Koka.

## Życiorys
Ukończyła szkołę średnią w Zutphen, następnie uczęszczała do szkoły turystycznej w Bredzie, zaś w połowie lat 70. w kształciła się w zakresie języka francuskiego. Pracę zawodową podjęła w 1969 jako asystentka w biurze podróży w Wolvedze, później była sekretarką w przedsiębiorstwie w Dieren. Od 1974 do 1982 zajmowała się własną działalnością w branży turystycznej.
W 1973 wstąpiła do Partii Ludowej na rzecz Wolności i Demokracji. W latach 1978–1989 była radną miejską w Bolsward. W 1982 po raz pierwszy wybrana do Tweede Kamer. Reelekcję do niższej izby Stanów Generalnych uzyskiwała w wyborach w 1986, 1989, 1994, 1998 i 2002.
Od sierpnia 1994 do sierpnia 1998 w pierwszym rządzie Wima Koka pełniła funkcję ministra transportu i gospodarki wodnej. Następnie do lipca 2002 sprawowała urzędu wicepremiera i ministra gospodarki w drugim gabinecie tego premiera.
W 2003, po odejściu z parlamentu, została pełniącą obowiązki burmistrza Delfzijl. Jeszcze w tym samym roku powołano ją na burmistrza Almere, stanowisko to zajmowała nieprzerwanie do 2015. W latach 2008–2015 była równocześnie przewodniczącą Vereniging van Nederlandse Gemeenten, stowarzyszenia holenderskich miejscowości. Następnie otrzymała godność honorowej przewodniczącej tej organizacji. Również w 2015 została holenderskim senatorem, obejmując następnie funkcję przewodniczącej frakcji VVD w Eerste Kamer. W 2019 ponownie wybrana do wyższej izby holenderskiego parlamentu.
Odznaczona Orderem Oranje-Nassau klasy IV (2002) i III (2015).